# Gallsjömossen
Gallsjömossen är ett naturreservat i Strängnäs kommun i Södermanlands län.
Området är naturskyddat sedan 2013 och är 65 hektar stort. Reservatet består av Gallsjömossen med omgivande tallskogar. 